# Zoophthora canadensis
Zoophthora canadensis är en svampart som först beskrevs av D.M. MacLeod, Tyrrell & R.S. Soper, och fick sitt nu gällande namn av Remaud. & Hennebert 1980. Zoophthora canadensis ingår i släktet Zoophthora och familjen Entomophthoraceae.   Inga underarter finns listade i Catalogue of Life.